# Кастриняно де' Гречи
Кастриня̀но де' Грѐчи (на италиански: Castrignano dei Greci, може да се намира неофициално и формата Castrignano dei Greci, Кастриняно дей Гречи, на грико, Kastrignana, Кастриняна, на местен диалект Castrignanu li Creci, Кастриняну ли Кречи) е малко градче и община в Южна Италия, провинция Лече, регион Пулия. Разположено е на 90 m надморска височина. Населението на общината е 4062 души (към 2012 г.).
 В това градче живее гръцко общество, което говори на особен гръцки диалект, наречен грико. Градче Кастриняно де' Гречи е част от етнографическия район Салентинска Гърция.